# 日向坂で会いましょう
『日向坂で会いましょう』（ひなたざかであいましょう）は、2019年4月8日から毎週月曜 1時20分 - 1時50分（日曜深夜）にテレビ東京で放送されているバラエティ番組である。日向坂46の冠番組。略称は「ひなあい」。

## 概要
けやき坂46（現：日向坂46）の初冠番組だった『ひらがな推し』（2018年4月9日 - 2019年4月1日）のグループ名変更に伴うリニューアル番組。MCは『ひらがな推し』に引き続きオードリーが担当。
2019年4月8日からテレビ東京で放送開始。重ねて同年3月末で終了した『NGT48のにいがったフレンド!』（テレビ新潟製作）の後番組として放送するネット局があり、関東ローカルだった前番組から拡大した。
2021年4月19日から、放送終了後の毎週月曜日16時より『ひかりTV』と『dTVチャンネル』にて独占配信を開始した。なお、ひかりTVオリジナル番組『ひなちょいSeason2』とセットで同時配信が行われており、配信名は『日向坂で会いましょう & ひなちょいSeason2』となっている。配信開始に伴い、青森県・新潟県・富山県・宮崎県のネット局での放送が2021年3月末で終了し、地上波は再び関東ローカルとなった。
2021年11月8日から『ひかりTV』と『dTVチャンネル』にて、放送終了直後の毎週月曜日1時35分（日曜深夜）から独占見逃し配信を実施。
2023年4月17日より、NTTドコモが展開する新映像サービス『Lemino』にて見逃し配信を開始した。
2024年1月からは再び宮崎放送でも放送開始されることが発表された。これにより、地上波は関東ローカル+宮崎県になった。
2024年4月8日（7日深夜）からはテレビ東京のみ放送時間が1時20分〜1時50分に変更された。宮崎放送も放送時間が毎週日曜日(土曜深夜)0時58分〜1時28分に変更された。

## 番組
前身の「ひらがな推し」の時代から、「キン肉マンツッコミ」の習得を目指す企画や、ドッキリを交えながらMCである春日に100万円以上を奢らせる企画など、他のアイドル番組とは一線を画す企画が多く放送されてきた。
男子校出身で人見知りで知られるオードリーであるが、この番組等での共演を重ねる中で、特に春日は「おひさま」(日向坂46のファンの総称)として自らも認めるほどになった。しかし春日は後述の通り若林によって「公式ド変態」と名付けられている。さらに、オードリーの親友でもあるどきどきキャンプの佐藤満春(通称:サトミツ)は、ひらがな推し時代にメンバーがバンジージャンプをするヒット祈願ロケに立ち会った際、その壮絶さやメンバー同士の絆に心を打たれて号泣し、以来けやき坂46・日向坂46のファンとなった。また、この放送以後ヒット祈願企画ではほとんどに佐藤が同行し、欠かせない人物の一人となっている。ちなみに、春日の妻である「クミさん」も日向坂46のファンであり、ライブではメンバーの家族席で観覧したことが明かされた。若林はメンバーの中でも小坂菜緒と高本彩花を贔屓し、春日は丹生明里を贔屓する流れが定番となっている。逆にメンバーの加藤史帆は若林に「ハマりたい」と愛を明かしており、高瀬愛奈は春日のことをリスペクトしていることを明かしている。　　
乃木坂46の冠番組「乃木坂工事中」でMCを務めるバナナマンは乃木坂46の「公式お兄ちゃん」と呼ばれていることから、他番組やニュース記事などではオードリーを日向坂46の「公式お兄ちゃん」と言うことがあるが、番組はじめ日向坂46メンバーやオードリー自身は自らを「公式お兄ちゃん」と称することはなく、むしろ春日は「公式ド変態」、若林は「若様」で通っている。このように、日向坂46メンバーとオードリーの二者間では独自の関係が築かれていると評されている。
この番組で春日が着用するピンクベストは、同番組独自のデザインのもので、春日の誕生日企画の際にメンバーからプレゼントされたものである。
番組では、独自に誕生したフレーズやアイテムの類が多く登場する(例:公式ド変態、所沢フレンドリーパーク、チャチャコインなど)。

## 出演者

### レギュラー
2025年4月21日現在
- MC
  - オードリー（若林正恭・春日俊彰）[21][2][注 7]
- 日向坂46
  - 2期生：金村美玖、河田陽菜、小坂菜緒、松田好花[21][2]
  - 3期生：上村ひなの[21][2]、髙橋未来虹、森本茉莉、山口陽世[22]
  - 4期生：石塚瑶季、小西夏菜実、清水理央、正源司陽子、竹内希来里、平尾帆夏、平岡海月、藤嶌果歩、宮地すみれ、山下葉留花、渡辺莉奈[23]
  - 5期生：大田美月、大野愛実、片山紗希、蔵盛妃那乃、坂井新奈、佐藤優羽、下田衣珠季、高井俐香、鶴崎仁香、松尾桜

過去の出演者
- 日向坂46[注 8]
  - 1期生：柿崎芽実[注 9]、井口眞緒[注 10]、影山優佳[注 11]、潮紗理菜[注 12]、齊藤京子[注 13]、高本彩花[注 14]、加藤史帆[注 15]、東村芽依[注 15]、佐々木久美[注 16]、佐々木美玲[注 16]、高瀬愛奈[注 16]
  - 2期生：渡邉美穂[注 17]、宮田愛萌[注 18]、丹生明里[注 15]、濱岸ひより[注 15]、富田鈴花[注 19]
  - 4期生：岸帆夏[注 20]

### ゲスト
- 浜谷健司（ハマカーン）
  - 第11回 - 第13回「男・春日完全奢り！ 日向坂46ご褒美BBQバスツアー!!」[21][50][51]
  - 第33回「そろそろ若様のご贔屓メンバーを決め直しましょう」[52]
  - 第34回「そろそろ若様のご贔屓メンバーを決め直しましょう 未公開シーン大放出」[53]
  - 第147回 - 第149回「輝く私を見てほしい！ 名場面オンエアバトル」 - 代役MC[54][55][56]
  - 第217回 - 第218回「メンバー愛が強いのは誰だ？ 日向坂ダービー2023夏」 - 代役MC[57][58]
  - 第219回「茉莉式天才相関図を作ろう！」 - 代役MC[59]
  - 第304回「メンバー愛が強いのは誰だ？春のGI日向坂ダービー2025」 - 代役MC[60]
- どきどきキャンプ
  - 第14回・第15回「2ndシングルヒット祈願の記録をみんなで見よう！」 - VTR出演[61][62]
  - 佐藤満春
    - 第25回「3rdシングルヒット祈願！ 番組オリジナルPVを1カットで撮影しましょう！ 後半」 - VTR出演[63]
    - 第30回後半「さいたまスーパーアリーナライブの裏側」 - VTR出演[64]
    - 第44回「4thシングルヒットキャンペーン！ 女子高生を元気付けましょう！」 - VTR出演[65]
    - 第74回・第75回「祝！ 日向坂46 1stアルバムヒット祈願 釣りたい！ 魅せたい！ 聴かせタイ！ めでタイ魚を海からヒッパレ」 - VTR出演[66][67]
    - 第108回・第109回「日向坂46 5thシングル「君しか勝たん」ヒット祈願!!」 - VTR出演[68][69]
    - 第110回後半「5thシングル「君しか勝たん」ヒット祈願!! 全員チアリーディング生配信 完結編」 - VTR出演[70]
    - 第158回・第159回「ひなあい総集編」[71][72]
    - 第171回「上半期の個人的重大ニュースを振り返りましょう！2022（2）」 - VTR出演[73]
    - 第182回目「8thシングル ヒットキャンペーン」 - VTR出演[74]
    - 第220回目「10thシングル「Am I ready?」ヒット祈願!!」 - VTR出演[75]
    - 第260回目「11thシングル「君はハニーデュー」ヒット祈願!!」 - VTR出演[76]

  - 岸学
    - 第147回 - 第149回「輝く私を見てほしい！ 名場面オンエアバトル」 - 代役MC[54][55][56]
- 頃安祐良、KO-YA、KENGO（REGSTYLE）
  - 第24回・第25回「3rdシングルヒット祈願！ 番組オリジナルPVを1カットで撮影しましょう！」 - VTR出演[27][63][77][78]
- 子安慎悟、Komei（火付盗賊）、イージー（ず〜まだんけ）
  - 第24回「3rdシングルヒット祈願！ 番組オリジナルPVを1カットで撮影しましょう！ 前半」 - VTR出演[27][77]
- 簾田武志
  - 第25回「3rdシングルヒット祈願！ 番組オリジナルPVを1カットで撮影しましょう！ 後半」 - VTR出演[63][78]
- 河野俊嗣（宮崎県知事）
  - 第30回前半「もっと目指せ！ 始球式 日向坂野球部の奇蹟 in 宮崎キャンプ その3」[64]
- みやざき犬
  - 第30回前半「もっと目指せ！ 始球式 日向坂野球部の奇蹟 in 宮崎キャンプ その3」 - 日向坂野球部特別応援団[64]
- Love Me Do
  - 第38回・第39回「新春！ 心ハラハラ初夢紙芝居 2020年ラッキーガールを決めましょう！」[79][80]
  - 第244回「つかもうぜ！！ 軍団対抗ドラゴンガールバトル！！ 後半」[81]
- 元木大介（読売ジャイアンツ・ヘッドコーチ）、原辰徳 （読売ジャイアンツ・監督）
  - 第46回「日向坂46の世界一やりたい授業！ 延長戦」 - VTR出演[82]
- 田中謙次、島田ゆかり
  - 第84回「大女優へのあゆみ 今こそ演技力を磨きましょう！ 後半」[83]
- 田中卓志（アンガールズ）
  - 第87回 - 第89回「時は来た！ やっとこさ私の番です アンガールズ田中をメチャクチャにしましょう！」[84][85][86]
  - 第97回・第98回「日向坂46の芸能界をまだまだ生き抜こう！」[87][88]
  - 第140回「第2回 日向坂名言大賞を決めましょう!! 後半」 - 放送最後にVTR出演[89]
- 柳下容子、Tokyo Girls
  - 第108回・第109回「日向坂46 5thシングル「君しか勝たん」ヒット祈願!!」 - VTR出演[68][69]
  - 第110回後半「5thシングル「君しか勝たん」ヒット祈願!! 全員チアリーディング生配信 完結編」 - VTR出演[70]
- 吉村崇（平成ノブシコブシ）
  - 第124回「外番組の呼び方を決めましょう あだ名争奪バトル!!（3）」[90]
- 武井壮
  - 第134回「復活！ 名門 日向坂野球部!! 後半」[91]
- 長州力、DJ KOO
  - 第152回「ひな誕祭直前！ 東京ドームの事 もっと知っておきましょう！」 - VTR出演[92]
- 十文字幻斎
  - 第214回「いつ叶えるんですか？ 今でしょ！ 第4回企画プレゼン大会!!」[93]
  - 第226回「私、催眠術にかけられたいです」[94]
- みちお（トム・ブラウン）
  - 第230回「書き出し王決定戦リターンズ！」[95]
  - 第231回「芸術の秋！新たな才能発掘バトル！」[96]
- 水晶玉子
  - 第239回「潮紗理菜卒業記念！！」[33]

## 企画
ヒット祈願 / ヒットキャンペーン
日向坂46のシングルおよびアルバム作品が発売される際、ヒットを祈願するため、日向坂46メンバーが様々な挑戦を行っている。なお、1stシングルのヒット祈願は前身番組『ひらがな推し』で放送された。
|       | 放送日                         | 回             | 企画タイトル                                                                                   | ヒット祈願内容 |
| ----- | ------------------------------ | -------------- | ---------------------------------------------------------------------------------------------- | --- |
| 2nd   | 2019年 7月15日 7月22日         | #14 #15        | 2ndシングルヒット祈願の記録をみんなで見よう！                                                  | ドラゴンボートで琵琶湖を渡り、日吉大社の金大巌で参拝した。 |
| 3rd   | 9月23日 9月30日                | #24 #25        | 3rdシングルヒット祈願！ 番組オリジナルPVを1カットで撮影しましょう！                            | メンバーの挑戦したいことを成功させていく1カット撮影の方式で、「こんなに好きになっちゃっていいの?」のオリジナルPVを撮影した。 |
| 4th   | 2020年 2月17日                 | #44            | 4thシングルヒットキャンペーン 一歩踏み出せない女子高生を元気付けましょう！                     | 千葉県立千葉女子高校を訪問し、昼休みの校内放送でお悩み解決ラジオを放送。放課後には、生徒の前で「ソンナコトナイヨ」を披露した。 |
| 1stAL | 9月14日 9月21日                | #74 #75        | 祝！日向坂46 1stアルバムヒット祈願 釣りたい！魅せたい！聴かせタイ！ めでタイ魚を海からヒッパレ | #72・#73「アザトカワイくて何が悪いの？ 第2回ぶりっ子選手権!!」を勝ち抜いた8名が「釣り師選抜」となり、おめでたい魚の象徴であるアマダイを、縁起の良い数字とされる「八」匹釣り上げた。 それ以外のメンバーは「陸チーム」として、料理の準備などを行った。 |
| 5th   | 2021年 5月17日 5月24日 5月31日 | #108 #109 #110 | 日向坂46 5thシングル「君しか勝たん」ヒット祈願!!                                               | 「君しか勝たん」の発売日である5月26日に『日向坂46 OFFICIAL YouTube CHANNEL』でチアリーディングを生配信一発勝負で披露した。 配信は「日向坂46 5thシングル『君しか勝たん』ヒット祈願 ～世の中に元気を！～チアリーディングに挑戦！～」と題して行われた。 |
| 6th   | 10月25日                       | #131           | 6thシングルヒットキャンペーン 「ってか」全員で巨大イラストを描きあげましょう！                 | 幅3.3m×高さ1mのキャンパス14枚を使った全長46mの巨大キャンパスに、センターの金村美玖がデザインしたイラストを7組のグループに分かれて描きあげ、富士急ハイランドのティーカップの柵に展示した。 |
| 7th   | 2022年 5月23日 5月30日         | #160 #161      | 日向坂46 7thシングル「僕なんか」 4チーム対抗ヒットキャンペーンバトル                           | メンバーが4チームに分かれ、くじ引きで決まった都道府県にて、それぞれヒットキャンペーンを行う。そのVTRの内容を春日が判定し、優勝チームはご褒美としてオードリーとロケが出来る。優勝はBチームであった。 Aチーム（三重県）：ナガシマスパーランドに日向坂46特設ブースを設営し、そこで流す「僕なんか」のオリジナルCMを撮影した。 Bチーム（群馬県）：オリジナル顔出しパネルを作成し、こんにゃくパークに展示した。 Cチーム（栃木県）：宇都宮動物園でトラと一緒に写真を撮り、その写真と「僕なんか」のPRイラストを入れたジャンパーを、スタッフに1ヶ月間着用してもらう。 Dチーム（静岡県）：静岡県各所のコミュニティラジオに生出演し、「僕なんか」をPR。また、おすすめスポットを巡り、PRポスターも作成した。 |
| 8th   | 10月24日                       | #182           | 8thシングルヒットキャンペーン                                                                  | 3rdシングルヒットキャンペーン『1カットMV撮影』で、齋藤京子だけが舞台で欠席。齋藤京子と11人のダチと一緒に『1カットMVのリベンジ』MVテーマ「高校の文化祭」。 |
| 9th   | 2023年 4月17日                 | #206           | 9thシングルヒットキャンペーン                                                                  | 丹生明里センターで、キューティーな動きとTikTokで新曲「One choice」をバズらせる。 |
| 10th  | 7月24日                        | #220           | 10thシングル「Am I ready?」ヒット祈願!!                                                        | 上村ひなのセンターで、フロントメンバーを中心に徒歩チャレンジ。 |
| 2ndAL | 11月6日                        | #235           | 2ndアルバム「脈打つ感情」ヒットキャンペーン!!                                                  | 佐々木久美が、思い出の地で原点回帰でポスター配布の旅 |
| 11th  | 2024年 5月6日                  | #260           | 11thシングル「君はハニーデュー」ヒット祈願!!                                                   | 選抜メンバー全員で、栃木県日光市にある修行。 |
| 12th  | 9月6日                         | #279           | 12thシングル「絶対的第六感」ヒット祈願!!                                                       | Wセンターを務める正源司陽子・藤嶌果歩が長い直線道路を走り切ろう。 |
| 13th  | 2025年 1月27日                 | #297           | 13thシングル「卒業写真だけが知ってる」ヒット祈願!!                                             | ラジオオブトーキョー PR大作戦：46局。 |
| 14th  | 5月19日                        | #313           | 14thシングル「Love yourself!」ヒット祈願!!                                                     | フロントメンバー5人で、埼玉県秩父郡小鹿野町・秩父市にある両神山登頂チャレンジ!。 |

企画プレゼン大会
日向坂46メンバーが、それぞれの持ち込み企画案をプレゼンテーションし、MCのオードリーが企画化できそうなものを決定する。採用された企画案は、後日実際に放送される。なお、第1回は前身番組『ひらがな推し』における放送。
|         | 放送日                         | 回          | 企画タイトル                                                   | 採用企画 （企画者）                                       | 採用企画放送回                                                                                 | 備考                | 出典                            |
| ------- | ------------------------------ | ----------- | -------------------------------------------------------------- | --------------------------------------------------------- | ---------------------------------------------------------------------------------------------- | ------------------- | ------------------------------- |
| 第1回   | 2019年 1月28日                 | #41         | ひらがなメンバー初めての企画プレゼンを皆で何とか成功させよう！ | 『ひらがな がっきょく うんどうかい』 （松田好花）         | #45 - #46 『松田好花プレゼンツ！ ひらがな がっきょく うんどうかい』                            | [ 注 28 ]           | [ 106 ] [ 107 ] [ 108 ]         |
| 第1回   | 2019年 1月28日                 | #41         | ひらがなメンバー初めての企画プレゼンを皆で何とか成功させよう！ | 『ザ・ニブモネア』 （丹生明里）                           | #17 - #18 『ちゃんにぶ極限バトル！ ザ・ニブモネア』                                            | [ 注 29 ]           | [ 106 ] [ 109 ] [ 25 ]          |
| 第1回   | 2019年 1月28日                 | #41         | ひらがなメンバー初めての企画プレゼンを皆で何とか成功させよう！ | 『春日ハンター』 （東村芽依）                             | #169 『ヒットキャンペーン優勝記念！ご褒美ツアー（3）』                                         | [ 注 30 ]           |                                 |
| 第2回   | 未放送                         | 未放送      | 未放送                                                         | 『わたしの番です』 （渡邉美穂）                           | #87 - #89 『時は来た！ やっとこさわたしの番です アンガールズ田中をメチャクチャにしましょう！』 | [ 注 31 ]           | [ 110 ] [ 84 ]                  |
| 第2.5回 | 2020年 4月13日 4月20日 4月27日 | #52 #53 #54 | オードリーさん、ぜひ見て欲しい企画があるんです                 | 企画化できそうなものを全て実現していく。                  | #72 - #73 『アザトカワイくて何が悪いの？ 第2回ぶりっ子選手権!!』 （企画者：渡邉美穂）          | [ 注 32 ] [ 注 33 ] | [ 110 ] [ 112 ] [ 113 ] [ 114 ] |
| 第3回   | 2021年 4月5日 4月12日          | #102 #103   | 目指せ王道アイドル番組 第3回企画プレゼン大会!!                 | 『KASUKE』 （東村芽依）                                   | #144 - #146 『KASUKE 日向坂46スポーツウーマンNo.1決定戦!!』                                    | [ 注 34 ] [ 注 35 ] | [ 118 ] [ 119 ] [ 120 ]         |
| 第4回   | 2023年 6月12日                 | #214        | いつ叶えるんですか?今でしょ! 第4回企画プレゼン大会!!           | 『茉莉式天才相関図を作ろう！』 （森本茉莉）               | #219 『茉莉式天才相関図を作ろう！』                                                            |                     | [ 59 ]                          |
| 第4回   | 2023年 6月12日                 | #214        | いつ叶えるんですか?今でしょ! 第4回企画プレゼン大会!!           | 『日向坂バラバラ大作戦！真夏の大運動会！！』 （小坂菜緒） | #223 - #225 『メンバーバラバラ大作戦！軍団対抗真夏の大運動会！！』                             |                     | [ 121 ] [ 122 ] [ 123 ]         |
| 第4回   | 2023年 6月12日                 | #214        | いつ叶えるんですか?今でしょ! 第4回企画プレゼン大会!!           | 『私、催眠術にかけられたいです』 （宮地すみれ）           | #226 『私、催眠術にかけられたいです』                                                          |                     | [ 94 ]                          |
| 第5回   | 2024年 2月12日 2月19日         | #248 #249   | みんなで0から1にしろ！第5回企画プレゼン大会！！                | 『開運！なんでもカス定団』 （平尾帆夏）                   | #253 『開運！なんでもカス定団』                                                                |                     | [ 124 ]                         |
| 第5回   | 2024年 2月12日 2月19日         | #248 #249   | みんなで0から1にしろ！第5回企画プレゼン大会！！                | 『宮崎で会いましょう』 （佐々木美玲）                     | #261 『ひなたフェス2024決定記念！みんなでブースを考えましょう！』                              |                     | [ 125 ]                         |

日向坂野球部
小坂菜緒がブログで「始球式をやってみたい」と綴ったことがきっかけで始まった企画。日向坂46メンバーが野球について学んだり、バッティングやピッチングなどを練習したりする。
| 放送日                    | 回          | 企画タイトル                                             | 脚注                   |
| ------------------------- | ----------- | -------------------------------------------------------- | ---------------------- |
| 2019年 8月19日 8月26日    | #19 #20     | 目指せ、始球式！ 日向坂野球部の奇蹟！                    | [ 127 ] [ 128 ]        |
| 10月7日 10月14日          | #26 #27     | またまた目指せ、始球式！ 日向坂野球部の奇蹟！            | [ 129 ] [ 130 ]        |
| 10月21日 10月28日 11月4日 | #28 #29 #30 | もっと目指せ！ 始球式 日向坂野球部の奇蹟 in 宮崎キャンプ | [ 131 ] [ 132 ] [ 64 ] |
| 2021年 11月8日 11月15日   | #133 #134   | 復活！ 名門 日向坂野球部!!                               | [ 117 ] [ 91 ]         |

日向坂名言大賞
番組での発言を総ざらいし、最も心に残った名言（もしくは迷言）を表彰する。第2回では、日向坂46メンバーはもちろん、MCのオードリー、ゲスト出演者も表彰の対象となり、ゲストが大賞を受賞した場合、トロフィーは日向坂46の代表メンバーが後日、大賞受賞者の元に出向き、トロフィーを授与する。
|       | 放送日                   | 回        | 最優秀名言 （受賞者） | 名言が生まれた回                                                                                       | 対象期間        | 対象者           | 備考      | 脚注                   |
| ----- | ------------------------ | --------- | --- | --- | --------------- | ---------------- | --------- | ---------------------- |
| 第1回 | 2019年 12月23日          | #37       | 「私ビックリしました、空が上にあって」 高本彩花                                                                                                | 2019年10月21日（#28） 「もっと目指せ！ 始球式 日向坂野球部の奇蹟 in 宮崎キャンプ」                     | 2018年 - 2019年 | 日向坂46メンバー | [ 注 36 ] | [ 133 ]                |
| 第2回 | 2021年 12月20日 12月27日 | #139 #140 | 「止めるんじゃねぇ！ お前に今権限はねぇ！ 全権限は俺が持つ！ 止まらねぇんだよ！ ずっと回しとけ！ カメラを止めるな！」 田中卓志（アンガールズ） | 2020年12月28日（#89） 「時は来た！ やっとこさ私の番です アンガールズ田中をメチャクチャにしましょう！」 | 2020年 - 2021年 | 番組出演者全員   |           | [ 134 ] [ 89 ] [ 135 ] |

成人メンバーの20年史を振り返ろう
その年の成人式に出席したメンバーの20年史を振り返る企画。2020年は成人の日の時期に合わせて行われたが、2021年以降は放送時期が定まっておらず、成人年齢引き下げの影響もあり長らく行われていなかったが、金村自らの希望で復活した。
| 放送日          | 回    | 成人メンバー                                     | 脚注    |
| --------------- | ----- | ------------------------------------------------ | ------- |
| 2020年 1月20日  | #40   | 佐々木美玲 松田好花 渡邉美穂                     | [ 136 ] |
| 2021年 7月26日  | #118  | 富田鈴花 丹生明里                                | [ 137 ] |
| 2022年 6月27日  | #165  | 影山優佳 河田陽菜                                | [ 138 ] |
| 2023年 9月11日  | ＃227 | 金村美玖 小坂菜緒 濱岸ひより 平岡海月            | [ 139 ] |
| 2024年 11月11日 | #287  | 髙橋未来虹 森本茉莉 山口陽世 平尾帆夏 山下葉留花 | [ 140 ] |

MV解説
日向坂46メンバーが自身の曲のMVの見所などを解説する企画。解説したいタイミングになったら、映像を止めて、解説を行う。
| 解説MV                 | 放送日        | 回   | 脚注    |
| ---------------------- | ------------- | ---- | ------- |
| 青春の馬               | 2020年2月17日 | #45  | [ 141 ] |
| 君しか勝たん           | 2021年5月31日 | #110 | [ 70 ]  |
| ってか                 | 2021年11月1日 | #132 | [ 142 ] |
| 飛行機雲ができる理由   | 2022年6月20日 | #164 | [ 143 ] |
| 君はハニーデュー       | 2024年4月22日 | #258 | [ 144 ] |
| 卒業写真だけが知ってる | 2025年2月2日  | #298 | [ 145 ] |

トークの盛りすぎ注意！ 高瀬愛奈のそれは盛ってるで！
当番組での高瀬愛奈の発言をキッカケに、メンバーがトークを盛りすぎているのではないかとの疑惑が出たことが企画の発端。ちょうどいい盛り具合を勉強すべく、指定されたメンバーの「あるある」を別のメンバーが発表していく。「盛っている」トークには、MCの若林が「○もボタン」を押し、忠告する。なお、「○もボタン」を押す度に、高瀬の「それは盛ってるで」との音声が再生される。なお、第2回から春日の要望により「盛ってへんでボタン」が設置されたが、O.A.上ではカットされ、第3回から廃止されている。
|       | 放送日          | 回   | あるある対象者        | 脚注    |
| ----- | --------------- | ---- | --------------------- | ------- |
| 第1回 | 2021年 3月15日  | #99  | 高本彩花 高瀬愛奈     | [ 146 ] |
| 第2回 | 4月19日         | #104 | 潮紗理菜 丹生明里     | [ 147 ] |
| 第3回 | 6月7日          | #111 | 佐々木美玲 渡邉美穂   | [ 148 ] |
| 第4回 | 8月16日         | #121 | 濱岸ひより 上村ひなの | [ 149 ] |
| 第5回 | 2023年 11月13日 | #236 | 山口陽世 山下葉留花   | [ 150 ] |
| 第6回 | 2024年 9月9日   | #278 | 小西夏菜実 渡辺莉奈   | [ 151 ] |
| 第7回 | 2025年 1月20日  | #296 | 藤嶌果歩 森本茉莉     | [ 152 ] |

あの頃の自分に手紙を書きましょう!!
メンバーが「あの頃の自分へ」をテーマに手紙を書き、指名されたメンバーがその手紙を朗読する企画。最後には、MCの春日が「春日賞」と称した優秀作品を決定する。
|       | 放送日        | 回   | 企画タイトル                                                            | 朗読者                                                    | 春日賞     | 脚注    |
| ----- | ------------- | ---- | ----------------------------------------------------------------------- | --------------------------------------------------------- | ---------- | ------- |
| 第1回 | 2021年 5月7日 | #107 | こどもの日特別記念企画 あの頃の自分に手紙を書きましょう!!               | 金村美玖 小坂菜緒 齊藤京子 上村ひなの 濱岸ひより 加藤史帆 | 濱岸ひより | [ 153 ] |
| 第2回 | 7月19日       | #117 | ふみの日まであと5日記念！ あの頃の自分に手紙を書きましょう!! リターンズ | 宮田愛萌 丹生明里 高本彩花 渡邉美穂 山口陽世 潮紗理菜     | 渡邉美穂   | [ 154 ] |

日向坂ダービー
「何でも京子ランキング」で齊藤京子が驚異の的中率100%を記録したことにより、他にもメンバー愛がいるのではないかと考えた企画。予想家はメンバー同士の対決で1着を予想し、見事的中すると1チャチャ獲得。最終的に1番多く獲得したメンバーが優勝となる。予想屋としてMCの春日が参戦し、本命と穴を予想する。第3回からは予想家は各レース手持ちのチャチャコインを1着だと思うメンバーに掛け、的中すると掛けた枚数×オッズ分のチャチャコインを払い戻しされる。なお、オッズは春日が担当する。レース名は開催日程順で、全て日本中央競馬会（JRA）の重賞競走（GI）レースをもじっている（第3回まで）。
チャチャコインが無くなった場合は最大10枚まで無利子で借りることが出来る。もし年末までに借金を背負うと、ひな会い地下王国で強制労働させられる。
|       | 放送日                  | 回        | 企画タイトル                                        | 予想家                                           | 優勝                       | 脚注            |
| ----- | ----------------------- | --------- | --------------------------------------------------- | ------------------------------------------------ | -------------------------- | --------------- |
| 第1回 | 2021年 10月4日 10月11日 | #128 #129 | メンバー愛が強いのは誰だ！ 秋のG1日向坂ダービー！！ | 潮紗理菜 佐々木久美 佐々木美玲 渡邉美穂 齊藤京子 | 潮紗理菜 齊藤京子 春日俊彰 | [ 155 ] [ 156 ] |
| 第2回 | 2022年 4月11日 4月18日  | #154 #155 | メンバー愛が強いのは誰だ！ 春のG1日向坂ダービー！   | 影山優佳 松田好花 渡邉美穂 潮紗理菜 齊藤京子     | 影山優佳                   | [ 157 ] [ 158 ] |
| 第3回 | 11月14日 11月21日       | #185 #186 | メンバー愛が強いのは誰だ！ 秋のG1日向坂ダービー2022 | 上村ひなの 金村美玖 松田好花 影山優佳            | 上村ひなの                 | [ 159 ] [ 160 ] |
| 第4回 | 2023年 7月3日           | #217      | メンバー愛が強いのは誰だ? 日向坂ダービー2023夏      | 髙橋未来虹 小坂菜緒 丹生明里 松田好花            | なし                       | [ 57 ]          |
| 第5回 | 2025年 3月17日 3月24日  | #304 #305 | メンバー愛が強いのは誰だ？春のGI日向坂ダービー2025  | 松田好花 上村ひなの 髙橋未来虹 清水理央          |                            | [ 60 ] [ 161 ]  |

カット女王決定戦
番組の未公開映像をまとめたVTRを放送し、カットされた時間が最も長かったメンバーを、「番組に最も前のめりに参加してくれたメンバー」と認定し、カット女王として表彰する。カットされた時間は、そのメンバーが主役となった場面のみを計上する。
|       | 放送日                | 回        | カット女王 | カットされた時間 | 対象回                                             | 脚注            |
| ----- | --------------------- | --------- | ---------- | ---------------- | -------------------------------------------------- | --------------- |
| 第1回 | 2020年 5月4日 5月11日 | #55 #56   | 加藤史帆   | 1時間10分37秒    | ひらがな推し#1 - 日向坂で会いましょう#54           | [ 163 ] [ 164 ] |
| 第2回 | 2022年 4月25日 5月2日 | #156 #157 | 佐々木久美 | 1時間13分57秒    | 日向坂で会いましょう#57 - 日向坂で会いましょう#155 | [ 165 ] [ 166 ] |

学力テスト
収録前に事前に問題を解き、番組内でメンバー内での「かしこ女王」と「おバカセンター/シン・おバカ女王」を決める企画。事前に説いた問題を、MCのオードリーがピックアップし、メンバーとともに振り返る。ペーパーテストの順位上位のメンバーでの「かしこ女王決定戦」、下位メンバーでの「おバカセンター/シン・おバカ女王決定戦」により決まる。なお、第1回は前身番組『ひらがな推し』で放送された。
|       | 放送日                                | 回              | 企画タイトル                                       | かしこ女王 | おバカセンター/シン・おバカ女王 | 脚注                            |
| ----- | ------------------------------------- | --------------- | -------------------------------------------------- | ---------- | ------------------------------- | ------------------------------- |
| 第2回 | 2020年 6月15日 6月22日 6月29日 7月6日 | #61 #62 #63 #64 | おたけのおバカキャラ払拭！ リモート学力テスト      | 宮田愛萌   | 濱岸ひより                      | [ 167 ] [ 168 ] [ 169 ] [ 170 ] |
| 第3回 | 2023年 3月27日 4月3日 4月10日         | #203 #204 #205  | 新入生も入ってきたし、学力テストでもやっておこう！ | 影山優佳   | 東村芽依                        | [ 171 ] [ 172 ] [ 173 ]         |
| 第4回 | 2025年 7月7日                         | #320 #321       | 新入生も入ってきたし学力テストでもやっておこう！   | 松田好花   | 下田衣珠季                      | [ 174 ] [ 175 ]                 |

## 放送日程

### 2019年
| 回 | 放送日   | 放送内容                                                                                            | スタジオライブ                        | 備考      |
| -- | -------- | --------------------------------------------------------------------------------------------------- | ------------------------------------- | --------- |
| 1  | 4月8日   | オードリーに知ってもらおう！ 「日向坂46年表」前半                                                   | -                                     |           |
| 2  | 4月15日  | オードリーに知ってもらおう！ 「日向坂46年表」後半                                                   | -                                     |           |
| 3  | 4月22日  | 目指せ！ 人気ラジオ番組出演!! カスカスラジオで勉強しましょう!! 前半                                 | 「ときめき草」                        | [ 注 41 ] |
| 4  | 4月29日  | 目指せ！ 人気ラジオ番組出演!! カスカスラジオで勉強しましょう!! 後半                                 | 「耳に落ちる涙」                      | [ 注 42 ] |
| 5  | 5月6日   | 春の行楽シーズン！ キュンとしちゃう デコ弁選手権                                                    | 「沈黙が愛なら」                      |           |
| 6  | 5月13日  | ドケチキャラ脱却！ 男・春日が本気で奢りましょう!! 前半                                              | -                                     |           |
| 7  | 5月20日  | ドケチキャラ脱却！ 男・春日が本気で奢りましょう!! 後半                                              | -                                     |           |
| 8  | 5月27日  | 日向坂46 妄想みらいヒストリー・エピソード2                                                          | -                                     | [ 注 43 ] |
| 9  | 6月10日  | メンバーの意外な一面を発掘しよう！ 前半 2ndシングルフォーメーション発表                             | -                                     | [ 注 44 ] |
| 10 | 6月17日  | メンバーの意外な一面を発掘しよう！ 後半                                                             | -                                     |           |
| 11 | 6月24日  | 男・春日完全奢り！ 日向坂46ご褒美BBQバスツアー!!（1）                                               | -                                     |           |
| 12 | 7月1日   | 男・春日完全奢り！ 日向坂46ご褒美BBQバスツアー!!（2）                                               | -                                     |           |
| 13 | 7月8日   | 男・春日完全奢り！ 日向坂46ご褒美BBQバスツアー!!（3）                                               | -                                     |           |
| 14 | 7月15日  | 2ndシングルヒット祈願の記録をみんなで見よう！ 前半                                                  | -                                     |           |
| 15 | 7月22日  | 2ndシングルヒット祈願の記録をみんなで見よう！ 後半                                                  | -                                     | [ 注 45 ] |
| 16 | 7月29日  | 日向坂46 最新メンバー相関図を作ろう！                                                               | 「ドレミソラシド」                    |           |
| 17 | 8月5日   | ちゃんにぶ極限バトル！ ザ・ニブモネア！ 前半                                                        | 「キツネ」                            |           |
| 18 | 8月12日  | ちゃんにぶ極限バトル！ ザ・ニブモネア！ 後半 柿崎芽実卒業式                                         | 「やさしさが邪魔をする」              | [ 注 46 ] |
| 19 | 8月19日  | 目指せ、始球式！ 日向坂野球部の奇蹟！ 前半                                                          | 「Cage」                              |           |
| 20 | 8月26日  | 目指せ、始球式！ 日向坂野球部の奇蹟！ 後半 3rdシングルフォーメーション発表                          | -                                     |           |
| 21 | 9月2日   | 日向坂46 アドリブ女王を一旦決めておきましょう！ 前半                                                | -                                     |           |
| 22 | 9月9日   | 日向坂46 アドリブ女王を一旦決めておきましょう！ 後半                                                | -                                     |           |
| 23 | 9月16日  | 1人寂しい若ちゃんの誕生日をみんなでお祝いしよう！                                                   | -                                     |           |
| 24 | 9月23日  | 3rdシングルヒット祈願！ 番組オリジナルPVを1カットで撮影しましょう！ 前半                            | -                                     |           |
| 25 | 9月30日  | 3rdシングルヒット祈願！ 番組オリジナルPVを1カットで撮影しましょう！ 後半                            | -                                     |           |
| 26 | 10月7日  | またまた目指せ、始球式！ 日向坂野球部の奇蹟！ 前半                                                  | -                                     |           |
| 27 | 10月14日 | またまた目指せ、始球式！ 日向坂野球部の奇蹟！ 後半                                                  | -                                     |           |
| 28 | 10月21日 | もっと目指せ！ 始球式 日向坂野球部の奇蹟 in 宮崎キャンプ その1                                      | -                                     |           |
| 29 | 10月28日 | もっと目指せ！ 始球式 日向坂野球部の奇蹟 in 宮崎キャンプ その2                                      | -                                     |           |
| 30 | 11月4日  | もっと目指せ！ 始球式 日向坂野球部の奇蹟 in 宮崎キャンプ その3 さいたまスーパーアリーナライブの裏側 | -                                     |           |
| 31 | 11月11日 | クレーム続出！ この際だから言っておこう！ 前半                                                      | 「こんなに好きになっちゃっていいの?」 | [ 注 47 ] |
| 32 | 11月18日 | クレーム続出！ この際だから言っておこう！ 後半                                                      | 「ママのドレス」                      |           |
| 33 | 11月25日 | そろそろ若様のご贔屓メンバーを決め直しましょう                                                      | -                                     | [ 注 48 ] |
| 34 | 12月2日  | そろそろ若様のご贔屓メンバーを決め直しましょう 未公開シーン大放出                                   | 「まさか 偶然…」                      | [ 注 49 ] |
| 35 | 12月9日  | こんなに言っちゃっていいの？ #ひなたのカミングアウト 前半                                           | -                                     |           |
| 36 | 12月16日 | こんなに言っちゃっていいの？ #ひなたのカミングアウト 後半                                           | -                                     |           |
| 37 | 12月23日 | 時期も時期だし日向坂名言大賞を決めましょう!!                                                        | -                                     |           |

### 2020年
| 回 | 放送日   | 放送内容 | スタジオライブ                                                 | 備考      |
| -- | -------- | --- | -------------------------------------------------------------- | --------- |
| 38 | 1月6日   | 新春！ 心ハラハラ初夢紙芝居 2020年ラッキーガールを決めましょう！ 前半                                                         | -                                                              | [ 注 50 ] |
| 39 | 1月13日  | 新春！ 心ハラハラ初夢紙芝居 2020年ラッキーガールを決めましょう！ 後半 4thシングルフォーメーション発表                         | -                                                              | [ 注 51 ] |
| 40 | 1月20日  | 令和初の成人メンバーの20年を振り返りましょう                                                                                  | -                                                              |           |
| 41 | 1月27日  | 帰ってきた日向坂46の世界一やりたい授業！ 前半                                                                                 | 「My god」                                                     |           |
| 42 | 2月3日   | 帰ってきた日向坂46の世界一やりたい授業！ 後半                                                                                 | 「一番好きだとみんなに言っていた小説のタイトルを思い出せない」 |           |
| 43 | 2月10日  | 誕生日の春日をご機嫌に！ 30分まるごと丹生祭り                                                                                 | 「ソンナコトナイヨ」                                           |           |
| 44 | 2月17日  | 4thシングルヒットキャンペーン 一歩踏み出せない女子高生を元気付けましょう！                                                    | -                                                              | [ 注 52 ] |
| 45 | 2月24日  | こさかなが言うもんだから 日向坂46 4thシングルのMV解説を皆でしましょう！                                                       | -                                                              |           |
| 46 | 3月2日   | 日向坂46の世界一やりたい授業！ 延長戦                                                                                         | 「ナゼー」                                                     |           |
| 47 | 3月9日   | ひなあいVSひなましょう いい加減白黒つけましょう！ 愛称統一マッチ 前半                                                         | 「青春の馬」                                                   | [ 注 53 ] |
| 48 | 3月16日  | ひなあいVSひなましょう いい加減白黒つけましょう！ 愛称統一マッチ 後半                                                         | -                                                              | [ 注 53 ] |
| 49 | 3月23日  | 祝デビュー1周年あんなことやこんなことあったでしょう！ 前半                                                                    | -                                                              |           |
| 50 | 3月30日  | 祝デビュー1周年あんなことやこんなことあったでしょう！ 後半 井口眞緒卒業式                                                     | -                                                              | [ 注 54 ] |
| 51 | 4月6日   | 拝啓 若さん、ひなのに友達が出来たもんで、新3期生をみんなに紹介しましょう                                                      | -                                                              | [ 注 55 ] |
| 52 | 4月13日  | オードリーさん、ぜひ見てほしい企画があるんです 前編                                                                           | -                                                              |           |
| 53 | 4月20日  | オードリーさん、ぜひ見てほしい企画があるんです 中編                                                                           | -                                                              |           |
| 54 | 4月27日  | オードリーさん、ぜひ見てほしい企画があるんです 後編                                                                           | -                                                              |           |
| 55 | 5月4日   | 未公開SP 日向坂46カット女王決定戦！ 前半                                                                                      | -                                                              | [ 注 56 ] |
| 56 | 5月11日  | 未公開SP 日向坂46カット女王決定戦！ 後半                                                                                      | -                                                              | [ 注 56 ] |
| 57 | 5月18日  | 見たい！聞きたい！話しタイ！ 総集編で尺をヒッパレ（1）                                                                        | -                                                              | [ 注 57 ] |
| 58 | 5月25日  | 見たい！聞きたい！話しタイ！ 総集編で尺をヒッパレ（2）                                                                        | -                                                              | [ 注 57 ] |
| 59 | 6月1日   | 見たい！聞きたい！話しタイ！ 総集編で尺をヒッパレ（3）                                                                        | -                                                              | [ 注 58 ] |
| 60 | 6月8日   | 見たい！聞きたい！話しタイ！ 総集編で尺をヒッパレ（4）                                                                        | -                                                              | [ 注 57 ] |
| 61 | 6月15日  | おたけのおバカキャラ払拭！ リモート学力テスト（1）                                                                            | -                                                              | [ 注 59 ] |
| 62 | 6月22日  | おたけのおバカキャラ払拭！ リモート学力テスト（2）                                                                            | -                                                              | [ 注 59 ] |
| 63 | 6月29日  | おたけのおバカキャラ払拭！ リモート学力テスト（3）                                                                            | -                                                              | [ 注 59 ] |
| 64 | 7月6日   | おたけのおバカキャラ払拭！ リモート学力テスト（4）                                                                            | -                                                              | [ 注 59 ] |
| 65 | 7月13日  | 春日はつらいよ お帰り影さん 前半                                                                                              | -                                                              | [ 注 60 ] |
| 66 | 7月20日  | 春日はつらいよ お帰り影さん 後半                                                                                              | -                                                              |           |
| 67 | 7月27日  | 祝・ダディガ記念！ 人生のパイセンに理想の娘の育て方を学ぼう！（1）                                                            | -                                                              | [ 注 61 ] |
| 68 | 8月3日   | 祝・ダディガ記念！ 人生のパイセンに理想の娘の育て方を学ぼう！（2）                                                            | -                                                              | [ 注 61 ] |
| 69 | 8月10日  | 祝・ダディガ記念！ 人生のパイセンに理想の娘の育て方を学ぼう！（3） 1stアルバム リード曲「アザトカワイイ」フォーメーション発表 | -                                                              | [ 注 61 ] |
| 70 | 8月17日  | ひな川淳二の怪談ナイト | -                                                              |           |
| 71 | 8月24日  | 世間知らずちゃんの“はじめて”を温かい目で見守りましょう！                                                                      | -                                                              |           |
| 72 | 8月31日  | アザトカワイくて何が悪いの？ 第2回ぶりっ子選手権!! 前半                                                                       | -                                                              |           |
| 73 | 9月7日   | アザトカワイくて何が悪いの？ 第2回ぶりっ子選手権!! 後半                                                                       | -                                                              |           |
| 74 | 9月14日  | 祝！日向坂46 1stアルバムヒット祈願 釣りたい！魅せたい！聴かせタイ！ めでタイ魚を海からヒッパレ 前半                           | -                                                              |           |
| 75 | 9月21日  | 祝！日向坂46 1stアルバムヒット祈願 釣りたい！魅せたい！聴かせタイ！ めでタイ魚を海からヒッパレ 後半                           | -                                                              |           |
| 76 | 9月28日  | みなさん特技を推すしかない！ あなたの特技を仕分けましょう！（1）                                                              | 「アザトカワイイ」                                             |           |
| 77 | 10月5日  | みなさん特技を推すしかない！ あなたの特技を仕分けましょう！（2）                                                              | 「See Through」                                                |           |
| 78 | 10月12日 | みなさん特技を推すしかない！ あなたの特技を仕分けましょう！（3）                                                              | 「この夏をジャムにしよう」                                     |           |
| 79 | 10月19日 | 春日俊彰の所沢フレンドリーパーク 前半                                                                                         | 「どうして雨だと言ったんだろう?」                              |           |
| 80 | 10月26日 | 春日俊彰の所沢フレンドリーパーク 後半                                                                                         | -                                                              |           |
| 81 | 11月2日  | パイセン達が邪魔をする？三期生の素顔を引き出そう！ 前半                                                                       | -                                                              |           |
| 82 | 11月9日  | パイセン達が邪魔をする？三期生の素顔を引き出そう！ 後半                                                                       | -                                                              |           |
| 83 | 11月16日 | 大女優へのあゆみ 今こそ演技力を磨きましょう！ 前半                                                                            | -                                                              |           |
| 84 | 11月23日 | 大女優へのあゆみ 今こそ演技力を磨きましょう！ 後半                                                                            | -                                                              |           |
| 85 | 11月30日 | 目指せ！ 外仕事マスター 出演オファーゲットだぜ！ 前半                                                                         | -                                                              |           |
| 86 | 12月7日  | 目指せ！ 外仕事マスター 出演オファーゲットだぜ！ 後半                                                                         | -                                                              |           |
| 87 | 12月14日 | 時は来た！ やっとこさ私の番です アンガールズ田中をメチャクチャにしましょう！（1）                                             | -                                                              | [ 注 62 ] |
| 88 | 12月21日 | 時は来た！ やっとこさ私の番です アンガールズ田中をメチャクチャにしましょう！（2）                                             | -                                                              |           |
| 89 | 12月28日 | 時は来た！ やっとこさ私の番です アンガールズ田中をメチャクチャにしましょう！（3）                                             | -                                                              |           |

### 2021年
| 回  | 放送日   | 放送内容                                                                                   | スタジオライブ   | 備考      |
| --- | -------- | ------------------------------------------------------------------------------------------ | ---------------- | --------- |
| 90  | 1月11日  | 新春特別企画！ 高級和牛争奪！ウシ女バトル!! 前半                                           | -                | [ 注 63 ] |
| 91  | 1月18日  | 新春特別企画！ 高級和牛争奪！ウシ女バトル!! 後半                                           | -                |           |
| 92  | 1月25日  | お蔵回避！ 新三期生の素顔をまだまだ引き出そう！                                            | -                |           |
| 93  | 2月1日   | メンバーの素顔をもっと知りたい！ これが私のマイルール 前半                                 | -                |           |
| 94  | 2月8日   | メンバーの素顔をもっと知りたい！ これが私のマイルール 後半                                 | -                |           |
| 95  | 2月15日  | バレンタイン特別企画！ 妄想キュンキュン朗読会!! 前半                                       | -                | [ 注 64 ] |
| 96  | 2月22日  | バレンタイン特別企画！ 妄想キュンキュン朗読会!! 後半                                       | -                |           |
| 97  | 3月1日   | 日向坂46の芸能界をまだまだ生き抜こう！ 前半                                                | -                |           |
| 98  | 3月8日   | 日向坂46の芸能界をまだまだ生き抜こう！ 後半                                                | -                |           |
| 99  | 3月15日  | Toshiaki Kasuga Presents トークの盛りすぎ注意！ 高瀬愛奈のそれは盛ってるで！               | -                |           |
| 100 | 3月22日  | ひらがな愛があるのは誰だ!?︎ スタジオ施設横断 がな推し女王決定戦!! 前半                      | -                |           |
| 101 | 3月29日  | ひらがな愛があるのは誰だ!?︎ スタジオ施設横断 がな推し女王決定戦!! 後半                      | -                |           |
| 102 | 4月5日   | 目指せ王道アイドル番組 第3回企画プレゼン大会!! 前半                                        | -                | [ 注 65 ] |
| 103 | 4月12日  | 目指せ王道アイドル番組 第3回企画プレゼン大会!! 後半                                        | -                |           |
| 104 | 4月19日  | トークの盛りすぎ注意！ 第2回 高瀬愛奈のそれは盛ってるで！ 5thシングルフォーメーション発表  | -                |           |
| 105 | 4月26日  | 新三期生 番組登場1周年 下克上バトルで爪痕を残しましょう 前半                               | -                |           |
| 106 | 5月3日   | 新三期生 番組登場1周年 下克上バトルで爪痕を残しましょう 後半                               | -                |           |
| 107 | 5月10日  | こどもの日特別記念企画 あの頃の自分に手紙を書きましょう!!                                  | -                |           |
| 108 | 5月17日  | 日向坂46 5thシングル「君しか勝たん」ヒット祈願!!（1）                                      | -                |           |
| 109 | 5月24日  | 日向坂46 5thシングル「君しか勝たん」ヒット祈願!!（2）                                      | -                |           |
| 110 | 5月31日  | 日向坂46 5thシングル ヒットキャンペーンWEEK 「君しか勝たん」のMVをみんなで解説しましょう!! | -                |           |
| 110 | 5月31日  | 5thシングル「君しか勝たん」ヒット祈願!! 全員チアリーディング生配信 完結編                  | -                |           |
| 111 | 6月7日   | トークの盛りすぎ注意！ 第3回 高瀬愛奈のそれは盛ってるで！                                  | 「君しか勝たん」 |           |
| 112 | 6月14日  | かとしに続け！5分で激ウマ簡単クッキング選手権                                              | -                | [ 注 66 ] |
| 113 | 6月21日  | 目指せ一軍入り！ THE タイマン（1）                                                         | -                | [ 注 67 ] |
| 114 | 6月28日  | 目指せ一軍入り！ THE タイマン（2）                                                         | -                | [ 注 67 ] |
| 115 | 7月5日   | 目指せ一軍入り！ THE タイマン（3）                                                         | -                | [ 注 67 ] |
| 116 | 7月12日  | これなら私がNo.1 何でも京子ランキング!!                                                    | -                | [ 注 68 ] |
| 117 | 7月19日  | ふみの日まであと5日記念！ あの頃の自分に手紙を書きましょう!! リターンズ                    | -                |           |
| 118 | 7月26日  | 企画の谷間になったし…ミレニアム世代の成人メンバーの20年史でも振り返りましょう！            | -                |           |
| 119 | 8月2日   | ちょっと時期は過ぎちゃいましたが… 2021年上半期の個人的重大ニュースを発表しましょう!! 前半  | -                |           |
| 120 | 8月9日   | ちょっと時期は過ぎちゃいましたが… 2021年上半期の個人的重大ニュースを発表しましょう!! 後半  | -                |           |
| 121 | 8月16日  | トークの盛りすぎ注意！ 第4回 高瀬愛奈のそれは盛ってるで！                                  | -                |           |
| 122 | 8月23日  | 外番組の呼び方を決めましょう あだ名争奪バトル!!（1）                                       | -                |           |
| 123 | 8月30日  | 外番組の呼び方を決めましょう あだ名争奪バトル!!（2） 6thシングルフォーメーション発表       | -                |           |
| 124 | 9月6日   | 外番組の呼び方を決めましょう あだ名争奪バトル!!（3）                                       | -                |           |
| 125 | 9月13日  | 芸術の秋 日向坂ミュージアム 前半                                                           | -                |           |
| 126 | 9月20日  | 芸術の秋 日向坂ミュージアム 後半                                                           | -                |           |
| 127 | 9月27日  | ソウゾウ脳を見せつけろ！ なぞなぞひらめかない女王決定戦                                    | -                |           |
| 128 | 10月4日  | メンバー愛が強いのは誰だ！ 秋のG1日向坂ダービー!! 前半                                     | -                |           |
| 129 | 10月11日 | メンバー愛が強いのは誰だ！ 秋のG1日向坂ダービー!! 後半                                     | -                |           |
| 130 | 10月18日 | 6枚目シングルセンター記念！ ってか、みなさん美玖を推すしかない!!                           | -                |           |
| 131 | 10月25日 | 6thシングルヒットキャンペーン 「ってか」全員で巨大イラストを描きあげましょう！             | -                |           |
| 132 | 11月1日  | 6thシングル 「ってか」のMVをみんなで解説しましょう!!                                       | -                |           |
| 133 | 11月8日  | 復活！ 名門 日向坂野球部!! 前半                                                            | -                |           |
| 134 | 11月15日 | 復活！ 名門 日向坂野球部!! 後半                                                            | -                |           |
| 135 | 11月22日 | もうすぐ勤労感謝の日 お世話になっているパイセンをおもてなししましょうTV                    | -                |           |
| 136 | 11月29日 | もやもや解消！ この際だから言っておきましょう！ 前半                                       | -                |           |
| 137 | 12月6日  | もやもや解消！ この際だから言っておきましょう！ 後半                                       | -                |           |
| 138 | 12月13日 | みーぱんPRESENTS 先取りクリスマスパーティーで盛り上がりましょう!!                          | -                |           |
| 139 | 12月20日 | 第2回 日向坂名言大賞を決めましょう!! 前半                                                  | -                |           |
| 140 | 12月27日 | 第2回 日向坂名言大賞を決めましょう!! 後半                                                  | -                |           |

### 2022年
| 回  | 放送日   | 放送内容                                                                                            | スタジオライブ              | 備考      |
| --- | -------- | --------------------------------------------------------------------------------------------------- | --------------------------- | --------- |
| 141 | 1月10日  | 寅年イチの強運は誰だ！ 日向坂46福女決定戦！ 前半                                                    | -                           |           |
| 142 | 1月17日  | 寅年イチの強運は誰だ！ 日向坂46福女決定戦！ 後半                                                    | -                           |           |
| 143 | 1月24日  | キャプりんの夢をかなえたろかSP                                                                      | -                           |           |
| 144 | 1月31日  | KASUKE 日向坂46スポーツウーマンNo.1決定戦!!（1）                                                    | -                           |           |
| 145 | 2月7日   | KASUKE 日向坂46スポーツウーマンNo.1決定戦!!（2）                                                    | -                           |           |
| 146 | 2月14日  | KASUKE 日向坂46スポーツウーマンNo.1決定戦!!（3）                                                    | -                           |           |
| 147 | 2月21日  | 輝く私を見てほしい！ 名場面オンエアバトル（1）                                                      | -                           | [ 注 69 ] |
| 148 | 2月28日  | 輝く私を見てほしい！ 名場面オンエアバトル（2）                                                      | -                           | [ 注 70 ] |
| 149 | 3月7日   | 輝く私を見てほしい！ 名場面オンエアバトル（3）                                                      | -                           | [ 注 71 ] |
| 150 | 3月14日  | 遅れてきたバレンタイン 妄想キュンキュン朗読会!! 前半                                                | -                           |           |
| 151 | 3月21日  | 遅れてきたバレンタイン 妄想キュンキュン朗読会!! 後半                                                | -                           |           |
| 152 | 3月28日  | ひな誕祭直前！ 東京ドームの事 もっと知っておきましょう！                                            | -                           |           |
| 153 | 4月4日   | 若林正恭 第一子誕生記念！ 人生のパイセンに理想の父親像を学ぼう 7thシングルフォーメーション発表      | -                           |           |
| 154 | 4月11日  | メンバー愛が強いのは誰だ！ 春のG1日向坂ダービー！ 前半                                              | -                           |           |
| 155 | 4月18日  | メンバー愛が強いのは誰だ！ 春のG1日向坂ダービー！ 後半                                              | -                           |           |
| 156 | 4月25日  | 未公開SP 第2回日向坂46カット女王決定戦！ 前半                                                       | -                           | [ 注 72 ] |
| 157 | 5月2日   | 未公開SP 第2回日向坂46カット女王決定戦！ 後半                                                       | -                           | [ 注 72 ] |
| 158 | 5月9日   | ひなあい総集編 前半                                                                                 | -                           | [ 注 73 ] |
| 159 | 5月16日  | ひなあい総集編 後半                                                                                 | -                           | [ 注 73 ] |
| 160 | 5月23日  | 日向坂46 7thシングル「僕なんか」 4チーム対抗ヒットキャンペーンバトル 前半                           | -                           |           |
| 161 | 5月30日  | 日向坂46 7thシングル「僕なんか」 4チーム対抗ヒットキャンペーンバトル 後半                           | -                           |           |
| 162 | 6月6日   | 若林にさされ！ ハマる趣味プレゼン大会 前半                                                          | -                           |           |
| 163 | 6月13日  | 若林にさされ！ ハマる趣味プレゼン大会 後半                                                          | 「僕なんか」                |           |
| 164 | 6月20日  | 7thシングルカップリング曲「飛行機雲ができる理由」のMVをみんなで解説しましょう!!                     | -                           |           |
| 165 | 6月27日  | 遅ればせながら影山と河田の20年史でも振り返りましょう！                                              | -                           |           |
| 166 | 7月4日   | ミホ・ワタナベのラストダンスに華を添えろ！ ひなあいでやり残した事全部やりましょうSP! 渡邉美穂卒業式 | 「飛行機雲ができる理由」    | [ 注 74 ] |
| 167 | 7月11日  | ヒットキャンペーン優勝記念！ ご褒美ツアー（1）                                                      | -                           | [ 注 75 ] |
| 168 | 7月18日  | ヒットキャンペーン優勝記念！ ご褒美ツアー（2）                                                      | -                           | [ 注 75 ] |
| 169 | 7月25日  | ヒットキャンペーン優勝記念！ ご褒美ツアー（3）                                                      | -                           | [ 注 75 ] |
| 170 | 8月1日   | 上半期の個人的重大ニュースを振り返りましょう！ 2022 前半                                            | -                           |           |
| 171 | 8月8日   | 上半期の個人的重大ニュースを振り返りましょう！ 2022 後半                                            | -                           |           |
| 172 | 8月15日  | 夏休み特別企画 真夜中の懺悔大会！ 前半                                                              | -                           |           |
| 173 | 8月22日  | 夏休み特別企画 真夜中の懺悔大会！ 後半                                                              | -                           |           |
| 174 | 8月29日  | 打倒クイズ女王！ 日向坂クイズバトル！ 前半                                                          | -                           |           |
| 175 | 9月5日   | 打倒クイズ女王！ 日向坂クイズバトル！ 後半                                                          | -                           |           |
| 176 | 9月12日  | 忘れていたわけじゃないけど… 日向坂46の福女・東村芽依を贔屓してあげましょう！                        | -                           |           |
| 177 | 9月19日  | 2代目ライバルを発掘しましょう！ 前半                                                                | -                           |           |
| 178 | 9月26日  | 2代目ライバルを発掘しましょう！ 後半                                                                | -                           |           |
| 179 | 10月3日  | またまた帰ってきた！ 日向坂46の世界一やりたい授業！ 前半                                            | -                           | [ 注 76 ] |
| 180 | 10月10日 | またまた帰ってきた！ 日向坂46の世界一やりたい授業！ 後半                                            | -                           |           |
| 181 | 10月17日 | クイズ！ おひさま100人ぐらいに聞きました                                                            | -                           |           |
| 182 | 10月24日 | 8thシングル ヒットキャンペーン！                                                                    | -                           |           |
| 183 | 10月31日 | オードリーさん、ぜひ会ってほしい後輩たちがいるんです!! 前半                                         | 「月と星が踊るMidnight」    | [ 注 77 ] |
| 184 | 11月7日  | オードリーさん、ぜひ会ってほしい後輩たちがいるんです!!後半                                          | 「ブルーベリー&ラズベリー」 | [ 注 77 ] |
| 185 | 11月14日 | メンバー愛が強いのは誰だ！ 秋のG1日向坂ダービー2022 前半                                            | 「10秒天使」                |           |
| 186 | 11月21日 | メンバー愛が強いのは誰だ！ 秋のG1日向坂ダービー2022 後半                                            | 「その他大勢タイプ」        |           |
| 187 | 11月28日 | 日向坂メンバー 妄想みらいヒストリー!! Episode3                                                      | -                           |           |
| 188 | 12月5日  | 日向坂46四期生 運動能力チェック隊!! 前半                                                            | -                           |           |
| 189 | 12月12日 | 日向坂46四期生 運動能力チェック隊!! 後半                                                            | -                           |           |
| 190 | 12月19日 | クリスマス特別企画！ 妄想キュンキュン告白シチュエーション 前半                                      | -                           |           |
| 191 | 12月26日 | クリスマス特別企画！ 妄想キュンキュン告白シチュエーション 後半                                      | -                           |           |

### 2023年
| 回  | 放送日   | 放送内容                                                                                               | スタジオライブ         | 備考                |
| --- | -------- | --- | ---------------------- | ------------------- |
| 192 | 1月9日   | 寿司でも食らいながら新年会を楽しんじゃいましょう!!                                                     | -                      |                     |
| 193 | 1月16日  | ツキで年女が決まるMidnight! 第1回ラッキーガール選手権！ 前半                                           | -                      |                     |
| 194 | 1月23日  | ツキで年女が決まるMidnight! 第1回ラッキーガール選手権！ 後半                                           | -                      |                     |
| 195 | 1月30日  | 新生活応援セール！ パイセンからオススメグッズをもらいまSHOW 宮田愛萌卒業式                             | -                      | [ 注 78 ]           |
| 196 | 2月6日   | 春日俊彰 生誕44年記念！ カスちゃんと一緒に遊びほうけよう 前半                                          | -                      |                     |
| 197 | 2月13日  | 春日俊彰 生誕44年記念！ カスちゃんと一緒に遊びほうけよう 後半                                          | -                      |                     |
| 197 | 2月13日  | 帰ってきた！ 抜き打ちカバンの中身チェック 前半                                                         | -                      |                     |
| 198 | 2月20日  | 帰ってきた！ 抜き打ちカバンの中身チェック 後半                                                         | -                      |                     |
| 199 | 2月27日  | 緊急特別企画！ 2022年の名場面をちょっくら振り返りましょう 前半                                         | -                      | [ 注 79 ]           |
| 200 | 3月6日   | 緊急特別企画！ 2022年の名場面をちょっくら振り返りましょう 後半                                         | -                      | [ 注 79 ]           |
| 201 | 3月13日  | 第2の丹生ちゃんを探せ！ 四期生リアクションチェック隊 前半                                              | -                      |                     |
| 202 | 3月20日  | 第2の丹生ちゃんを探せ！ 四期生リアクションチェック隊 後半 9thシングルフォーメーション発表              | -                      |                     |
| 203 | 3月27日  | 新入生も入ってきたし、学力テストでもやっておこう！（1）                                                | -                      |                     |
| 204 | 4月3日   | 新入生も入ってきたし、学力テストでもやっておこう！（2）                                                | -                      |                     |
| 205 | 4月10日  | 新入生も入ってきたし、学力テストでもやっておこう！（3）                                                | -                      |                     |
| 206 | 4月17日  | 9thシングル ヒットキャンペーン！                                                                       | -                      |                     |
| 207 | 4月24日  | あつまれぽんこつの森 天然さんいらっしゃい！ 前半                                                       | 「One choice」         |                     |
| 208 | 5月1日   | あつまれぽんこつの森 天然さんいらっしゃい！ 後半                                                       | 「シーラカンス」       |                     |
| 209 | 5月8日   | 四期生のさらなる魅力を引き出せ！ 家族アンケート 前半                                                   | -                      | [ 注 80 ]           |
| 210 | 5月15日  | 四期生のさらなる魅力を引き出せ！ 家族アンケート 後半                                                   | -                      | [ 注 80 ]           |
| 211 | 5月22日  | 明日から使える日向坂ことわざ発表会!!                                                                   | -                      | [ 注 81 ]           |
| 212 | 5月29日  | 第1回横浜が似合う女決定戦!! 前半                                                                       | -                      |                     |
| 213 | 6月5日   | 第1回横浜が似合う女決定戦!! 後半                                                                       | -                      |                     |
| 214 | 6月12日  | いつ叶えるんですか？ 今でしょ！ 第4回企画プレゼン大会!!                                                | -                      | [ 注 82 ]           |
| 215 | 6月19日  | チーム対抗！ 3分リレークッキングリベンジ！ 前半 10thシングルフォーメーション発表                       | -                      |                     |
| 216 | 6月26日  | チーム対抗！ 3分リレークッキングリベンジ！ 後半                                                        | -                      |                     |
| 217 | 7月3日   | メンバー愛が強いのは誰だ？ 日向坂ダービー2023夏 前半                                                   | -                      | [ 注 83 ]           |
| 218 | 7月10日  | メンバー愛が強いのは誰だ？ 日向坂ダービー2023夏 後半                                                   | -                      | [ 注 83 ]           |
| 219 | 7月17日  | 茉莉式天才相関図を作ろう！                                                                             | -                      | [ 注 83 ]           |
| 220 | 7月24日  | 10thシングル「Am I ready?」ヒット祈願!!                                                                | -                      |                     |
| 221 | 7月31日  | 10thシングル「Am I ready?」ヒット祈願裏側!!                                                            | 「Am I ready?」        |                     |
| 222 | 8月7日   | 卒業企画「春日はつらいよ！さよなら影さん」 影山優佳卒業式                                              | -                      | [ 注 84 ]           |
| 223 | 8月14日  | メンバーバラバラ大作戦！軍団対抗真夏の大運動会!!                                                       | 「見たことない魔物」   |                     |
| 224 | 8月21日  | メンバーバラバラ大作戦！軍団対抗真夏の大運動会!!（2）                                                  | -                      |                     |
| 225 | 8月28日  | メンバーバラバラ大作戦！軍団対抗真夏の大運動会!! 完結！                                                | -                      |                     |
| 226 | 9月4日   | 私、催眠術にかけられたいです                                                                           | -                      |                     |
| 227 | 9月11日  | 金村の夢をかなえたろか!? 二十歳の集い!!                                                                | -                      |                     |
| 228 | 9月18日  | 遅ればせながら上半期の個人的重大ニュースを発表しよう！ 前半                                            | -                      | [ 注 85 ]           |
| 229 | 9月25日  | 遅ればせながら上半期の個人的重大ニュースを発表しよう！ 後半 2ndアルバム リード曲のフォーメーション発表 | -                      |                     |
| 230 | 10月2日  | 書き出し王決定戦リターンズ！                                                                           | -                      | [ 注 86 ] [ 注 87 ] |
| 231 | 10月9日  | 芸術の秋！新たな才能発掘バトル！ 前半                                                                  | -                      |                     |
| 232 | 10月16日 | 芸術の秋！新たな才能発掘バトル！ 後半                                                                  | -                      |                     |
| 233 | 10月23日 | いろんなCMを勝手に狙っちゃいましょう選手権！ 前半                                                      | -                      |                     |
| 234 | 10月30日 | いろんなCMを勝手に狙っちゃいましょう選手権！ 後半                                                      | -                      | [ 注 88 ]           |
| 235 | 11月6日  | 2ndアルバム「脈打つ感情」ヒットキャンペーン!!                                                          | -                      |                     |
| 236 | 11月13日 | 急に復活してまんねん！ トークの盛りすぎ注意！第5回高瀬愛奈のそれは盛ってるで                           | 「君は0から1になれ」   |                     |
| 237 | 11月20日 | 去年クリスマスの話だけど 春日さんぜひ買ってほしいプレゼントがあるんです 前半                           | 「ロッククライミング」 |                     |
| 238 | 11月27日 | 去年クリスマスの話だけど 春日さんぜひ買ってほしいプレゼントがあるんです 後半                           | -                      |                     |
| 239 | 12月4日  | 潮紗理菜卒業記念！！ 潮紗理菜卒業式                                                                    | -                      | [ 注 90 ]           |
| 240 | 12月11日 | 軍団対抗運動会優勝記念! 東村男前軍団ご褒美ロケ                                                         | -                      |                     |
| 241 | 12月18日 | 軍団対抗運動会優勝記念! 東村男前軍団ご褒美ロケ in 宮崎                                                 | -                      | [ 注 91 ] [ 注 92 ] |
| 242 | 12月25日 | 2023年を締めくくれ！真夜中の懺悔大会！                                                                 | -                      | [ 注 93 ]           |

### 2024年
| 回  | 放送日   | 放送内容 | スタジオライブ          | 備考                  |
| --- | -------- | --- | ----------------------- | --------------------- |
| 243 | 1月8日   | つかもうぜ！！ 軍団対抗ドラゴンガールバトル！！ 前半                                                                  | -                       | [ 注 94 ]             |
| 244 | 1月15日  | つかもうぜ！！ 軍団対抗ドラゴンガールバトル！！ 後半                                                                  | -                       |                       |
| 245 | 1月22日  | 本当は28歳だけど久美さんの三十路を早めにお祝いしましょう                                                              | -                       |                       |
| 246 | 1月29日  | 2023年を写真でルックバック！第1回日向坂46フォトコンテスト 前半                                                        | -                       | [ 注 95 ]             |
| 247 | 2月5日   | 2023年を写真でルックバック！第1回日向坂46フォトコンテスト 後半                                                        | -                       | [ 注 95 ]             |
| 248 | 2月12日  | みんなで0から1にしろ！第5回企画プレゼン大会！！ 前半                                                                  | -                       |                       |
| 249 | 2月19日  | みんなで0から1にしろ！第5回企画プレゼン大会！！ 後半                                                                  | -                       |                       |
| 250 | 2月26日  | 時は来た！ロケ弁当争奪下克上バトル リターンズ！ 前半 11thシングル選抜メンバー・フォーメーション発表                   | -                       | [ 注 96 ]             |
| 251 | 3月4日   | 時は来た！ロケ弁当争奪下克上バトル リターンズ！ 後半                                                                  | -                       |                       |
| 252 | 3月11日  | 日向坂46バズるニュースグランプリ                                                                                      | -                       | [ 注 97 ]             |
| 253 | 3月18日  | 開運！なんでもカス定団                                                                                                | -                       | [ 注 98 ]             |
| 254 | 3月25日  | 真剣10代なやみ場 | -                       |                       |
| 255 | 4月1日   | 齊藤京子卒業企画！何でも京子企画ランキングSP 齊藤京子卒業式                                                           | -                       | [ 注 99 ]             |
| 256 | 4月8日   | THE タイマンリターンズ 前半                                                                                           | -                       |                       |
| 257 | 4月15日  | THE タイマンリターンズ 後半                                                                                           | -                       |                       |
| 258 | 4月22日  | 11thシングルの「君はハニーデュー」MVをみんなで解説しましょう!!                                                        | -                       |                       |
| 259 | 4月29日  | アタイ！知りたい！深掘りタイ！正源司王決定戦！                                                                        | -                       |                       |
| 260 | 5月6日   | 11thシングル「君はハニーデュー」ヒット祈願!!                                                                          | -                       |                       |
| 261 | 5月13日  | ひなたフェス2024決定記念！みんなでブースを考えましょう！                                                              | 「君はハニーデュー」    | [ 注 100 ]            |
| 262 | 5月20日  | 生肉で何が悪いの？粗イイもの発表会 前半                                                                               | 「錆つかない剣を持て!」 |                       |
| 263 | 5月27日  | 生肉で何が悪いの？粗イイもの発表会 後半                                                                               | 「雨が降ったって」      |                       |
| 264 | 6月2日   | 細かすぎて伝わらない日向坂モノマネGP！                                                                                | -                       |                       |
| 265 | 6月10日  | 勢力図を塗り替えよう！軍団員争奪バトル！！ 前半                                                                       | -                       |                       |
| 266 | 6月17日  | 勢力図を塗り替えよう！軍団員争奪バトル！！ 後半                                                                       | -                       |                       |
| 267 | 6月24日  | 若様とフレンドリーになって希望の名前で呼んでもらいましょう！ 前半                                                     | -                       |                       |
| 268 | 7月1日   | 若様とフレンドリーになって希望の名前で呼んでもらいましょう！ 後半                                                     | -                       |                       |
| 269 | 7月8日   | あや卒業記念！第2回横浜に似合う女選手権！ 高本彩花卒業式                                                              | -                       | [ 注 101 ]            |
| 270 | 7月15日  | 海の日記念！あー夏休みバトル！！ 前半                                                                                 | -                       |                       |
| 271 | 7月22日  | 海の日記念！あー夏休みバトル！！ 後半                                                                                 | -                       |                       |
| 272 | 7月29日  | ひなあいオリジナルグッズを考えましょう！！                                                                            | -                       |                       |
| 273 | 8月5日   | 世間にばれる前に… 偽インテリメンバーを炙り出しておきましょう！ 前半                                                   | -                       |                       |
| 274 | 8月12日  | 世間にばれる前に… 偽インテリメンバーを炙り出しておきましょう！ 後半 12thシングル選抜メンバー・フォーメーション発表    | -                       |                       |
| 275 | 8月19日  | 夏休み終了直前！！日向坂46家族通信簿 前半                                                                             | -                       |                       |
| 276 | 8月26日  | 夏休み終了直前！！日向坂46家族通信簿 後半                                                                             | -                       |                       |
| 277 | 9月2日   | 所沢フレンドパークII 春日をフェスに連れてって                                                                         | -                       |                       |
| 278 | 9月9日   | 盛りすぎ注意！高瀬愛奈のそれは盛ってるで！リターンズ！                                                                | -                       |                       |
| 279 | 9月16日  | 12thシングル「絶対的第六感」ヒット祈願！！                                                                            | -                       |                       |
| 280 | 9月23日  | ゲラメン極限バトル！ザ・ゲラモネア 前半                                                                               | 「絶対的第六感」        |                       |
| 281 | 9月30日  | ゲラメン極限バトル！ザ・ゲラモネア 後半                                                                               | 「君を覚えてない」      |                       |
| 282 | 10月7日  | 若様とフレンドリーになりましょう！！パイセン編 前半                                                                   | 「夕陽Dance」           |                       |
| 283 | 10月14日 | 若様とフレンドリーになりましょう！！パイセン編 後半                                                                   | -                       |                       |
| 284 | 10月21日 | スケジュール・オブ・ヒナタザカ                                                                                        | -                       | [ 注 102 ]            |
| 285 | 10月28日 | そろそろ渡辺莉奈の公式お姉ちゃんを決めましょう！！ 前半                                                               | -                       | [ 注 103 ] [ 注 104 ] |
| 286 | 11月4日  | そろそろ渡辺莉奈の公式お姉ちゃんを決めましょう！！ 後半                                                               | -                       |                       |
| 287 | 11月11日 | 忘れかけてた二十歳の集いをちょっくらやっておきましょう！                                                              | -                       |                       |
| 288 | 11月18日 | チーム対抗 絶対的六感バトル！ 前半                                                                                    | -                       |                       |
| 289 | 11月25日 | チーム対抗 絶対的六感バトル！ 後半                                                                                    | -                       |                       |
| 290 | 12月2日  | ちょっと早めのクリスマス 妄想キュンキュン告白シチュエーション2024 前半 13thシングル選抜メンバー・フォーメーション発表 | -                       |                       |
| 291 | 12月9日  | ちょっと早めのクリスマス 妄想キュンキュン告白シチュエーション2024 後半                                                | -                       |                       |
| 292 | 12月16日 | 所沢フレンドリーパークIII春日もドームに連れてって！                                                                   | -                       |                       |
| 293 | 12月23日 | 卒業生をカスカスラジオで送り出しましょう！！ 加藤史帆・東村芽依・丹生明里・濱岸ひより卒業式                           | -                       | [ 注 105 ]            |

### 2025年
| 回  | 放送日  | 放送内容                                                                                          | スタジオライブ         | 備考                               |
| --- | ------- | ------------------------------------------------------------------------------------------------- | ---------------------- | ---------------------------------- |
| 294 | 1月6日  | おせち争奪! カスん家のお正月                                                                      | -                      |                                    |
| 295 | 1月13日 | 春日をドームに連れてって！完結編！！                                                              | -                      |                                    |
| 296 | 1月20日 | トークの盛りすぎ注意！高瀬愛奈のそれは盛ってるで！                                                | -                      |                                    |
| 297 | 1月27日 | 13thシングル「卒業写真だけが知ってる」ヒットキャンペーン！                                        | -                      |                                    |
| 298 | 2月3日  | 13thシングル「卒業写真だけが知ってる」MVを解説しよう！                                            | -                      |                                    |
| 299 | 2月10日 | 若様、東京ドームでこんな事やってたってよSP！                                                      | 卒業写真だけが知ってる |                                    |
| 300 | 2月17日 | ひな誕祭に向けて反省点を洗い出しましょう！！                                                      | SUZUKA                 |                                    |
| 301 | 2月24日 | 春日俊彰46 記念モノホンの春日派を炙り出しましょう！                                               | -                      |                                    |
| 302 | 3月3日  | 祝！春日俊彰46記念モノホンの春日派を炙り出しましょう！                                            | -                      |                                    |
| 303 | 3月10日 | コノミンの家あつまる?若林さん 松田のそば食いてぇか!                                               | -                      |                                    |
| 304 | 3月17日 | メンバー愛が強いのは誰だ？春のGI日向坂ダービー2025 前半                                           | -                      |                                    |
| 305 | 3月24日 | メンバー愛が強いのは誰だ？春のGI日向坂ダービー2025 後半                                           | -                      |                                    |
| 306 | 3月31日 | 久美・美玲・高瀬の夢をかなえたろかSP                                                              | -                      | 2:20 - 2:50の放送（1時間繰り下げ） |
| 307 | 4月7日  | メンバーの仲を深めよう！ごちゃまぜ絆バトル！                                                      | -                      |                                    |
| 308 | 4月14日 | メンバーの仲を深めよう！ごちゃまぜ絆バトル完結編！ 14thシングル選抜メンバー・フォーメーション発表 | -                      |                                    |
| 309 | 4月21日 | 行くぞ！！五期生ga HAPPYプロフィール紹介 前半                                                     | -                      |                                    |
| 310 | 4月28日 | 行くぞ！！五期生ga HAPPYプロフィール紹介 後半                                                     | -                      |                                    |
| 311 | 5月5日  | 新メンバーに教えたい！！日向坂46オリエンテーション                                                | -                      |                                    |
| 312 | 5月12日 | 抜き打ちカバンの中身チェック！Returns                                                             | -                      |                                    |
| 313 | 5月19日 | 14thシングル「Love yourself!」ヒット祈願！                                                        | -                      | 1:50 - 2:20の放送（65分繰り下げ）  |
| 314 | 5月26日 | 正統派を探せ！緊急ぶりっ子オーディション！！                                                      | -                      |                                    |
| 315 | 6月2日  | 正統派を探せ！緊急ぶりっ子オーディション！完結編                                                  | ジャーマンアイリス     |                                    |
| 316 | 6月9日  | 新キャップ髙橋未来虹の魅力を語らいましょう!!                                                      | -                      |                                    |
| 317 | 6月16日 | 世界一やりたい授業特別編!五期生に今伝えておきたい事！                                             | -                      |                                    |
| 318 | 6月23日 | 世界一やりたい授業!!五期生に今伝えておきたい事！後半戦                                            | -                      | 1:50 - 2:20の放送（65分繰り下げ）  |
| 319 | 6月30日 | あつまれポンコツの森＋天然さんいらっしゃい！                                                      | -                      |                                    |
| 320 | 7月7日  | 新入生も入ってきたし学力テストでもやっておこう！                                                  | -                      |                                    |
| 321 | 7月14日 | 新入生も入ってきたし学力テストでもやっておこう！完結編                                            | -                      |                                    |
| 322 | 7月21日 | 帰ってきた ひな川淳二の怪談ナイト                                                                 | -                      | 2:20 - 2:50の放送（60分繰り下げ）  |
| 323 | 7月28日 | 集まれ!一匹狼たちよ ご褒美ロケツアー!!                                                            | -                      |                                    |
| 324 | 8月4日  | 集まれ!一匹狼たちよ ご褒美ロケツアー!! 完結編                                                     | -                      | [ 注 109 ]                         |
| 325 | 8月11日 | チーム対抗!! 3分リレークッキング2025 前半 15thシングル選抜メンバー・フォーメーション発表          | -                      | 2:20 - 2:50の放送（60分繰り下げ）  |
| 326 | 8月18日 | チーム対抗!! 3分リレークッキング2025 後半                                                         | -                      |                                    |

## 放送時間
現在のネット局
| 放送期間                                       | 放送日時                     | 放送局           | 対象地域   | 備考           |
| ---------------------------------------------- | ---------------------------- | ---------------- | ---------- | -------------- |
| 2024年4月8日 -                                 | 月曜 1:20 - 1:50（日曜深夜） | テレビ東京（TX） | 関東広域圏 | テレビ東京系列 |
| 2019年10月11日 - 2021年3月26日 2024年1月12日 - | 日曜 0:58 - 1:28（土曜深夜） | 宮崎放送（MRT）  | 宮崎県     | TBS系列        |

過去のネット局
| 放送期間                      | 放送日時                     | 放送局                    | 対象地域 | 備考           |
| ----------------------------- | ---------------------------- | ------------------------- | -------- | -------------- |
| 2019年4月16日 - 2021年3月30日 | 火曜 0:59 - 1:29（月曜深夜） | テレビ新潟（TeNY）        | 新潟県   | 日本テレビ系列 |
|                               | 火曜 1:40 - 2:10（月曜深夜） | チューリップテレビ（TUT） | 富山県   | TBS系列        |
| 2019年4月18日 - 2021年3月26日 | 金曜 1:39 - 2:09（木曜深夜） | 青森テレビ（ATV）         | 青森県   | TBS系列        |

テレビ新潟、チューリップテレビ、青森テレビは『NGT48のにいがったフレンド!』の後番組扱い。
年末年始およびスポーツ中継や特別番組が行われるなどの事情がある際は、放送時間を変更したり、放送自体が休止（翌週に延期）したりすることがある。

## 関連配信
日向坂46 5thシングル『君しか勝たん』ヒット祈願 〜世の中に元気を！〜チアリーディングに挑戦！〜
2021年5月17日、108回「日向坂46 5thシングル「君しか勝たん」ヒット祈願!!（1）」にて、日向坂46の5thシングル「君しか勝たん」が発売される同年5月26日にヒット祈願として、同曲のチアリーディング版を生披露することが発表された。併せて、配信媒体は『日向坂46 OFFICIAL YouTube CHANNEL』になることも発表。
同年5月26日、「日向坂46 5thシングル『君しか勝たん』ヒット祈願 ～世の中に元気を！～チアリーディングに挑戦！～」と題し、YouTubeにて生配信された。療養のため休養していた佐々木美玲を除く、日向坂46のメンバー21名がチアリーディング版の「君しか勝たん」を披露し、配信の同時視聴者は21万人を超えた。
同年5月31日、第110回「日向坂46 5thシングル「君しか勝たん」MVをみんなで解説! 5thシングル「君しか勝たん」ヒット祈願!! 全員チアリーディング生配信 完結編」で本配信の裏側などが放送された。

## スタッフ
- 企画：秋元康
- ナレーター：阿座上洋平[721]（170回を除く）
- 構成：町田裕章、安部裕之、あないかずひさ、清山智之
- SW：神尾淳
- CAM：山脇吉記
- 音声：谷口健二
- 照明：根建勝広
- 美術：矢野雄一郎
- アクリル装飾：日野直治
- 大道具：畠山茂、相原健人
- 電飾：奥野透
- アレンジ：安藤岳
- メイク：アートメイクトキ（以前は撮影協力）
- 音効：蜂須賀澄人
- 音効：スタイリスト：福田幸生
- 編集：久保田真由
- MA：小野夏実、八馬ことり【不定期交代】
- CG：SWEAT
- 撮影協力：SWISH JAPAN、IMAGICA、プログレッソ、東京オフラインセンター
- 美術協力：フジアール
- 協力：Y&N Brothers
- AD：安井史織・磯貝郁奈・谷本遼太・菊地彪（K-max）、鈴木友佑（EIGHT）、石濱雄希（パンスール）、河野誠
- AP：羽場愛・望月麻衣（K-max）
- ディレクター：関谷司・倉橋雄亮・浅倉俊之・大石橋健太（K-max）、渡辺啓輝（パンスール）、田口諒
- プロデューサー：今野義雄、佐野弘明、長尾真（K-max[722]）
- 制作協力：K-max[722]
- 制作：Seed & Flower合同会社[722]

過去のスタッフ
- ナレーター：深川和征（170回）
- CAM：羽鳥慎一郎
- アクリル装飾：國母淳一
- 大道具：清水愛、石井一之介
- 電飾：下地邦弥
- メイク：野口美礼
- 音効：吉田達朗、﨑野峻光
- 編集：林芳宗、髙山侑子
- 撮影協力：Zoom、谷+1
- AD：山根寛和、丹野紗彩香、野田智大・樋山晶憲・黒川美澄妃・山辺正喜・立田悠介・邨谷美紅・片根萌・蒔苗瑞騎（K-max）、友成知里（EIGHT）、須藤貴史、松井香耶、河田悠里、蓮井悠太・遠藤真輝（パンスール）、能美采芽
- AP：星屋沙希・桑原友香（K-max）、髙瀬瑞乃（大口）
- ディレクター：白野勝敏・布目顕一郎・上岡瑞季・桐越慎二・松本茂之・荒川貴洋・早野太貴（K-max）、有働可奈子、石尾A（上岡・荒川→以前はAD）
- プロデューサー：梅崎陽（テレビ東京）

## 関連グッズ
| リリース日    | タイトル                                   | レーベル     | 規格品番 | 収録回                        | 副音声                                  |
| ------------- | ------------------------------------------ | ------------ | -------- | ----------------------------- | --------------------------------------- |
| 2023年1月1日  | 加藤史帆のバーベキューで会いましょう       | Sony Records | SRXW-56  | #6 #7 #11 #12 #13             | 加藤史帆 高瀬愛奈 東村芽依 濱岸ひより   |
| 2023年1月1日  | 佐々木久美の野球で会いましょう             | Sony Records | SRXW-57  | #19 #20 #28 #29 #30           | 佐々木久美 高本彩花 上村ひなの 山口陽世 |
| 2023年1月1日  | 金村美玖のオードリーに合いましょう         | Sony Records | SRXW-58  | #23 #33 #34 #43               | 金村美玖 齊藤京子 富田鈴花 松田好花     |
| 2023年1月1日  | 小坂菜緒のヒットキャンペーンで会いましょう | Sony Records | SRXW-59  | #14 #15 #24 #25 #131          | 小坂菜緒 潮紗理菜 河田陽菜 髙橋未来虹   |
| 2023年1月1日  | 丹生明里の団体戦で会いましょう             | Sony Records | SRXW-60  | #17 #18 #47 #48 #105 #106     | 丹生明里 影山優佳 佐々木美玲 森本茉莉   |
| 2024年1月31日 | 齊藤京子の野球を好きになりましょう         | Sony Records | SRXW-71  | #26 #27 #116 #133 #134        | 齊藤京子 佐々木久美 高瀬愛奈            |
| 2024年1月31日 | 佐々木美玲のおひさまたちを釣りましょう     | Sony Records | SRXW-72  | #40 #72 #73 #74 #75           | 佐々木美玲 金村美玖 濱岸ひより          |
| 2024年1月31日 | 河田陽菜の秋頃に会いましょう               | Sony Records | SRXW-73  | #8 #70 #71 #83 #84 #165       | 加藤史帆 河田陽菜 山口陽世              |
| 2024年1月31日 | 松田好花のリトルトゥースになりましょう     | Sony Records | SRXW-74  | #144 #145 #146 #181 #185 #186 | 高本彩花 東村芽依 富田鈴花 松田好花     |
| 2024年1月31日 | 上村ひなのの三期生に出会いましょう         | Sony Records | SRXW-75  | #51 #81 #82 #193 #194         | 小坂菜緒 上村ひなの 髙橋未来虹 森本茉莉 |
| 2025年4月9日  | 新年早々バトりましょう                     | Sony Records | SRXW-82  | #90 #91 #141 #142 #243 #244   | 河田陽菜 松田好花 髙橋未来虹            |
| 2025年4月9日  | OBKを炙り出しましょう                      | Sony Records | SRXW-83  | #127 #174 #175 #203 #204 #205 | 金村美玖 上村ひなの 山口陽世            |
| 2025年4月9日  | ポンコツたちを集めましょう                 | Sony Records | SRXW-84  | #172 #173 #207 #208 #219 #242 | 富田鈴花 森本茉莉 山下葉留花            |
| 2025年4月9日  | 四期生を知ってもらいましょう               | Sony Records | SRXW-85  | #183 #184 #188 #189 #201 #202 | 正源司陽子 平尾帆夏 藤嶌果歩 松田好花   |
| 2025年4月9日  | 宮崎に行きましょう                         | Sony Records | SRXW-86  | #223 #224 #225 #240 #241      | 佐々木久美 佐々木美玲 小坂菜緒          |

- 制作著作：「日向坂で会いましょう」製作委員会